# Merceuil
Merceuil is een gemeente in het Franse departement Côte-d'Or (regio Bourgogne-Franche-Comté) en telt 610 inwoners (2004). De plaats maakt deel uit van het arrondissement Beaune.

## Geografie
De oppervlakte van Merceuil bedraagt 13,8 km², de bevolkingsdichtheid is 44,2 inwoners per km².
De onderstaande kaart toont de ligging van Merceuil met de belangrijkste infrastructuur en aangrenzende gemeenten.

## Demografie
Onderstaande figuur toont het verloop van het inwonertal (bron: INSEE-tellingen).